# San Miguel (Latre)

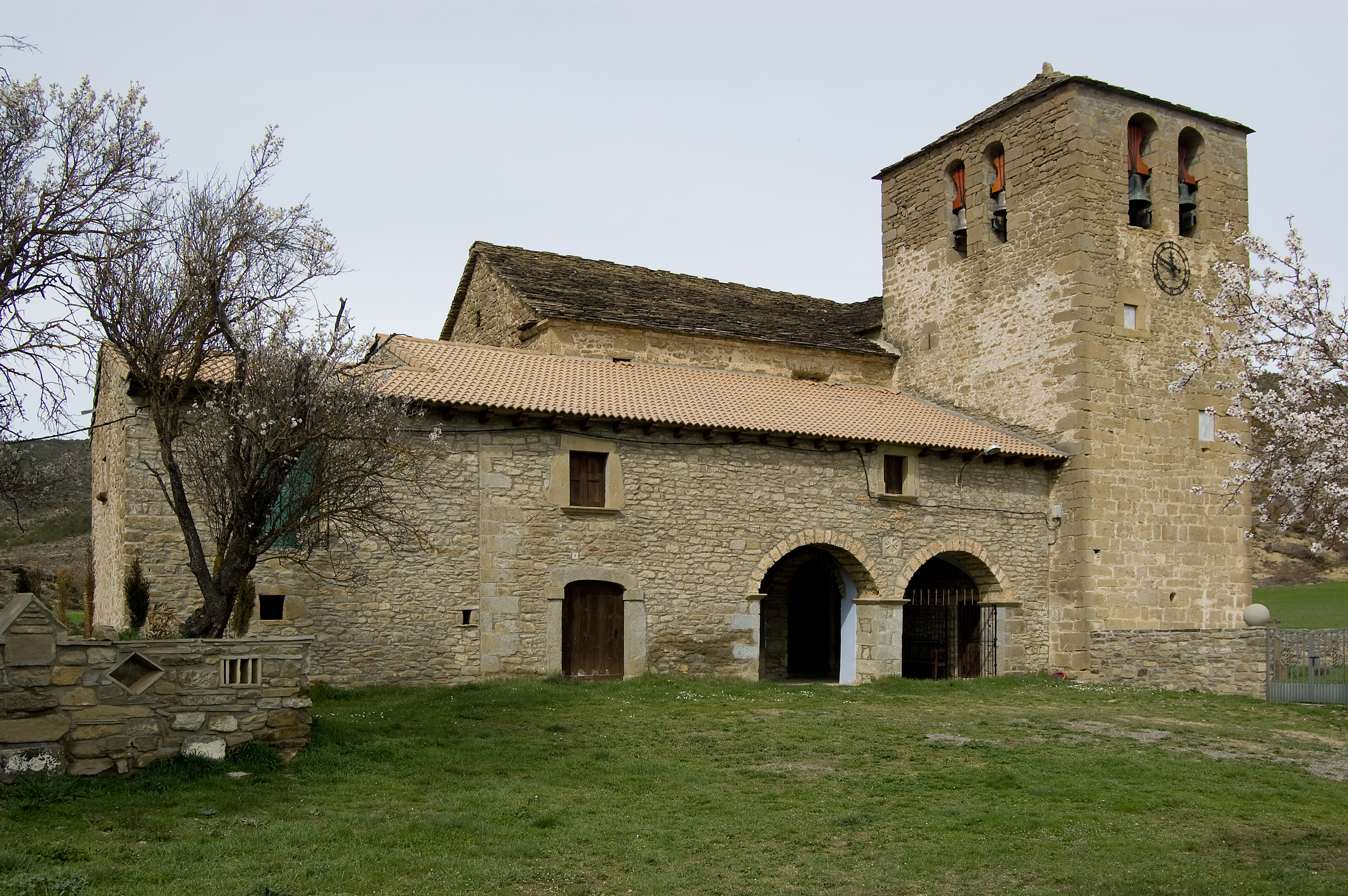
Kirche San Miguel in Latre

Die Pfarrkirche San Miguel in Latre, einem Ortsteil der spanischen Gemeinde Caldearenas in der Provinz Huesca der Autonomen Gemeinschaft Aragonien, wurde Anfang des 12. Jahrhunderts erbaut. 
Die zum Bistum Jaca gehörende romanische Kirche besitzt noch ihre ursprüngliche Apsis. Das Kirchenschiff und der Turm stammen aus späterer Zeit. Die Konsolen unterhalb des Daches der Apsis sind reich skulptiert mit Menschenköpfen und Ornamenten. 
Die Ausstattung besteht aus drei barocken Altären. Im Hochaltar ist der Erzengel Michael dargestellt, wie er den Drachen tötet.
Die Kirche ist Teil der „Route der Kirchen des Serrablo“, einem touristischen Verbund von bedeutenden romanischen Gotteshäusern der Region.
Im Rahmen einer 2024 erfolgten Renovierung ließ der aus Latre stammende Immobilienunternehmer Eduardo Lacasta, der die Renovierung mitfinanziert hatte, sich als Apostel Matthias porträtieren.